# Плоть (роман Фармера)
«Плоть» (англ. Flesh) — це американський науково-фантастичний роман авторства Філіпа Хосе Фармера. Спочатку випущений в 1960 році, це був другий роман Фармера, після книги «Одіссея Ґріна». «Плоть» приділяє багато уваги сексуальній тематиці, що типово для ранніх робіт Фармера. Роман був розширений і знову надрукований 1968 року.

## Історія створення
Початково Фармер написав твір «Богиня, що кричить» (англ. The Screaming Goddess), однак її відмовились друкувати і журнал «Fantasy & Science Fiction», і журнал «Galaxy». Редактор останнього, Г. Л. Голд, однак порадив автору перетворити твір у роман для видавництва «Beacon Books», яке тоді випускало серію «Galaxy Science Fiction Novels» з нахилом у сексуальну тематику. Незважаючи на це, роман став єдиним твором у серії, який був підданий цензурі.

## Короткий зміст
У «Плоті» Пітер Стагг і група астронавтів покидають Землю в двадцять першому столітті. Завдяки гіперсну, вони повертаються на планету через вісім сотень років, 2860 р. н. е. Вони знаходять на Землі дивний світ, де мешкають язичницькі культи та дивні суспільства. Планета випалена, за винятком переважно родючого східного узбережжя екс-США, та півночі Європи. У суспільстві домінують культи поклоніння богині «Великій білій матері», відома як Колумбія, а також її підлітковій дочці Вірджинії і богині-карзі Альбі, що несе смерть.
Прийнятий в переважно жіночу групу «Лось», Стагг отримує імплантацію рогів у череп та ім'я «Сонячний герой». В цій ролі він фактично стає сексуальним рабом, змушений вступати у зносини з практично кожним членом групи, особливо незайманими, — хоча він відмовляється від «Ельфів у штанях», гей-суспільства, що було відоме як Пенсільванія у двадцять другому столітті.
Основний прийом сюжету книги — внутрішній діалог Стагга, в якому він розмірковує про моральні, етичні, духовні і фізичні наслідки своїх дій. Однак, коли він вперше по-справжньому закохується в Мері Кейсі, що відмовляється від його фізичних зазіхань.
У підсумку Стагг, його коханка Мері Кейсі, інші члени його екіпажу і обрані ними партнери-жінки, а також їхні діти знову полишають Землю, на якій домінують неоязичницькі примітивісти, і направляються до придатної для життя планети у системі Веги. Проте розв'язка наводить на думку, що це, можливо, було задумом літніх жриць, які контролюють це матріархальне суспільство.

## Реакції та аналіз
Книга отримала досить холодне прийняття критиками. Хоча більшості сподобався стиль письма Фармера, вони часто відчували, що сюжет був просто слабким приводом, щоб з'єднати разом відверті зображення графічного сексу. Перероблене і розширене видання через вісім років після оригінального релізу (1968 року) отримано дещо більше похвали, в основному внаслідок більшої глибини сюжету.